# نهر بلغاروب
نهر بلغاروب هو نهر في غرب أستراليا له منابعه جنوب شرق كوجونوب أسفل بينوب هيل مباشرة.
يتدفق النهر في إتجاه شمالي غربي يقطع طريق ألباني السريع جنوب كوجونوب ثم عبر بلدة مرادوب ويستمر في اتجاه الشمال الغربي حتى ينضم إلى نهر بلاكوود الذي يعد رافده.